# Les Birija
Les Birija (hebrejsky: יער ביריה, Ja'ar Birija) je lesní komplex v Izraeli, v Horní Galileji, jeden z nejrozsáhlejších v zemi.
Rozkládá se na ploše cca 20 000 dunamů (20 kilometrů čtverečních) na sever od města Safed, okolo hory Har Birija a v oblasti severně od ní. Ve východní části lesa leží vesnice Amuka, poblíž níž stojí hrobka židovského učence Jonatana ben Uziela. Na západním okraji lesa leží turisticky využívaná lokalita Ejn Zejtim. Severní hranicí lesa je koryto vádí Nachal Dalton, při kterém je Přírodní rezervace Ja'arot Birija (שמורת יערות ביריה).

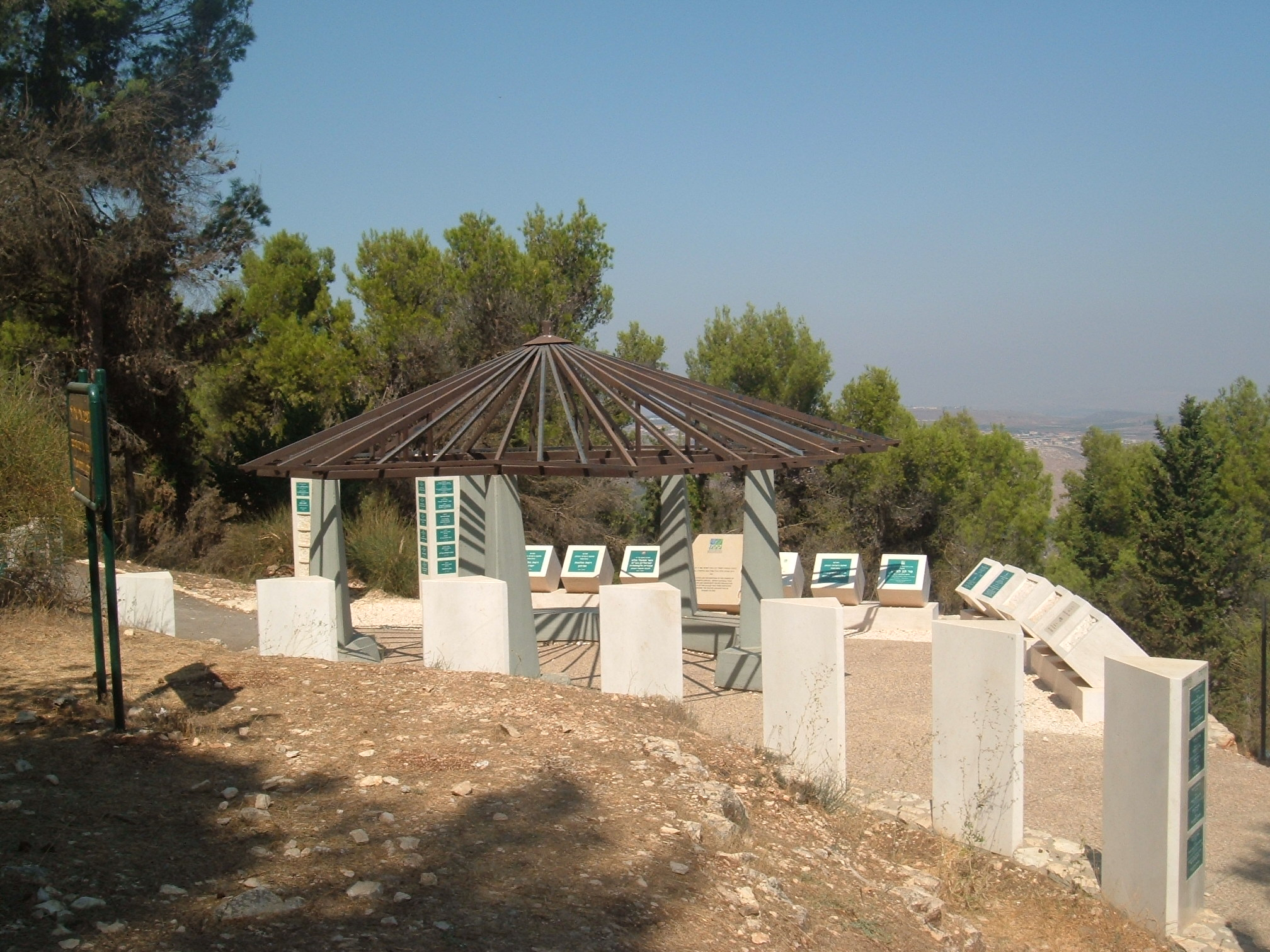
Turistická vyhlídka v lese Birija

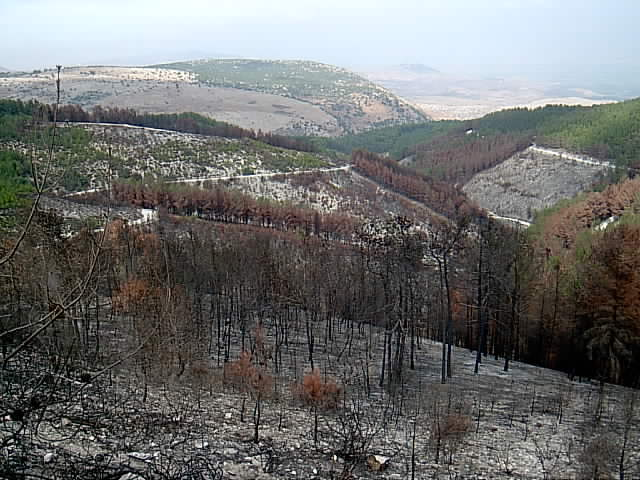
Lesy zničené během Druhé libanonské války v roce 2006

Terén v lese Birija je mírně zvlněný. Na jihu vystupují jako hlavní body hory Har Birija a Har Kana'an, v střední části je to Har No'azim, na severozápadě vrchol Har Šimchon.
Uprostřed lesa stojí Pevnost Birija - pozůstatek raného židovského osidlování tohoto regionu. Zdejší lesy zřizoval cíleným vysazováním během 2. poloviny 20. století Židovský národní fond. Během Druhé libanonské války v roce 2006 dopadlo na Les Birija cca 250 raket vypálených z Libanonu a vzniklé požáry pak zničily velkou část lesních porostů v okolí hory. Spolu s lesními porosty v horách Naftali šlo o nejvíce poničené lesy v Izraeli během tohoto konfliktu. Ještě v roce 2007 zahájil Židovský národní fond akci na obnovu lesa na svazích Har Birija. Popožárová obnova byla koncipována tak, aby na rozdíl od dosavadních borovicových monokultur měl les nově pestřejší druhovou skladbu.